# 디넬루루스
디넬루루스(Dinaelurus)는 올리고세 말기에서 마이오세 초기까지 북아메리카 대륙에 서식한 님라비드과의 육식 포유류이다. 화석 정보는 충분하지 않지만 님라비드과의 동물 중 고양이과 동물과 가장 가까운 외모를 가졌기 때문에 주목을 받고 있다.